# Светский лев (мужчина)

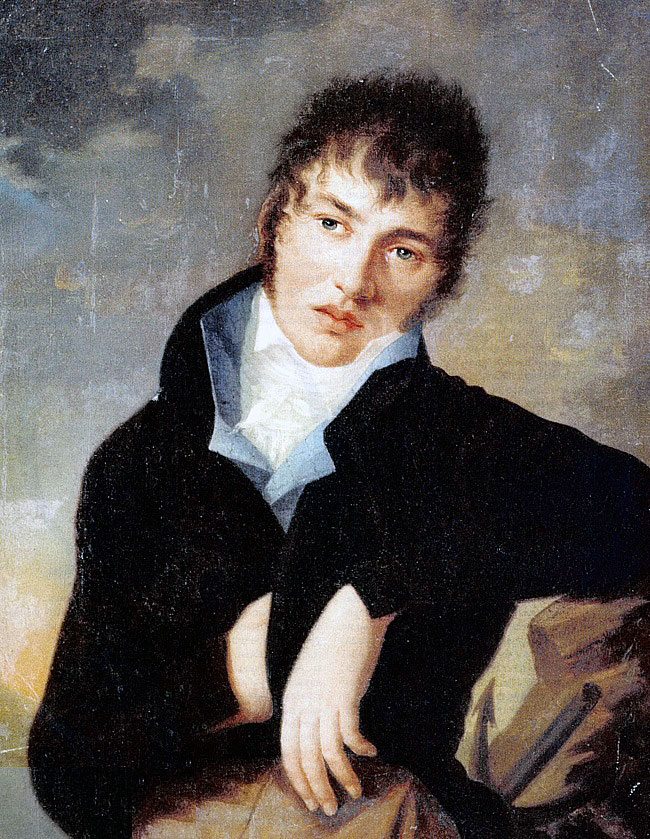
Граф Фёдор Иванович Толстой — русский авантюрист, путешественник и светский лев. Один из самых неоднозначных представителей русской аристократии первой половины XIX века.

Све́тский лев (англ. socialite) — мужчина, принадлежащий к аристократии и имеющий успех и влияние в высшем обществе.   
Светским львом также называют человека, который изысканно одевается, ухоженно выглядит, уверен в себе, обладает качествами и манерами, отвечающими требованиям высшего света, и умеет вести себя в соответствии с законами этих кругов общества.  
Применительно к «светским львам» используют такие понятия как: знать, аристократия, высшее общество, «золотая молодежь», франт, денди, секс-символ, метросексуал, харизматик и тому подобные выражения.
По отношению к женщинам применяется термин «светская львица».

## Происхождение понятия
Выражение впервые появилось в Англии в XVIII веке, когда в лондонском зоопарке при Тауэре жили львы, которые имели оглушительный успех у публики. Именно с этими «львами» и сравнивали мужчин и молодых людей, которые пользовались успехом в высшем обществе и у женщин и девушек соответственно.
Один из соучредителей журнала Time Брайтон Хэдден во время учебы в школе Хотчкисса описывал мальчиков, у которых было мало друзей, как «social light» («свет общества»). 
Согласно Нью-йоркскому социальному дневнику, Брайтон Хэдден ввел термин «socialite» («светская львица/лев») в 1928 году. Это был код для жителей Нью-Йорка, которые удовлетворяли двум критериям: богатый и колоритный. Любой, кто ведет экстравагантный, сказочный образ жизни, квалифицирован. Их фамилии никогда бы не появились в знаменитом списке старой гвардии «Астор 400» на рубеже веков, который в то время был списком «Кто есть кто» в нью-йоркском обществе. В 1982 году по аналогии был опубликован список «Форбс 400».

## Соединенное Королевство
Концепция светских львов Великобритании связана с концепцией светских львиц XVIII и XIX веков. Мужчины, имевшие статус «светского льва», как правило, имели жен такого же свойства и характеризовались рядом особенностей. В частности, они происходили из потомственной аристократии и крупных землевладельцев (лордов), жили за счет капиталов своих предков и доходов с земель и сельскохозяйственных угодий, которые им принадлежали. В связи с этими обстоятельствами, они могли позволить себе не работать, посещать светские мероприятия и жить за счет пассивных доходов. Они также именовались рантье. 
Известные примеры британских светских львов включают Джорджа Браммелла, Теда Тинлинга, герцога Хью Ричарда Артура Гровенора, Сесила Битона, барона Уильяма Ардена, Квентина Криспа также многочисленных лордов аристократического происхождения.
О жизни британского высшего и светского общества повествуется в популярном британский телесериале «Аббатство Даунтон», а так же в одноименных фильмах: «Аббатство Даунтон» и «Аббатство Даунтон: Новая эра». 

## Соединенные Штаты Америки
Американский слой светских львов имеют иные особенности, в отличие от британского. В частности, светские львы в США, как правило, относятся к политическому истеблишменту, экономической элите, крупным бизнесменам, предпринимателям, банкирам, а также высшему обществу.    
Известные примеры американских светских львов включают Билла Тилдена, Дерека Бласберга, Уильяма Винсента Астора.
О жизни американского светского общества широко повествуется в цикле романов Теодора Драйзера «Трилогия желания». 
С XIX века и до сегодняшнего времени эта модель претерпела ряд изменений — американское светское общество пополнилось знаменитостями, в основном из числа представителей шоу-бизнеса.

## Российская империя
Модель светского общества в Российской империи идентична английской. Основу светских львов составляли титулованные дворяне и аристократы знатного происхождения, реже — деятели искусства и представители интеллигенции.
Известные примеры русских светских львов включают Рудольфа Осиповича де Местра, графа Фёдора Ивановича Толстого, князя Петра Владимировича Долгорукова, князя Эспера Александровича Белосельского-Белозерского и Николая Алексеевича Дурасова.

## Современное состояние
В ранг современных «светских львов» возводят людей, имеющих знатное и родовитое происхождение, высокий социальный статус и положение в обществе. К этой категории также относят публичных и широко известных личностей, певцов, артистов, киноактёров, спортсменов, моделей, деятелей шоу-бизнеса, политиков, и других знаменитостей, которые при этом не имеют потомственного знатного происхождения, а также богатых и сверхбогатых людей, которых именуют буржуазией — людей, обладающих более или менее значительным капиталом и собственностью, но не имеющих титула.
С 1990-х годов в России, с изменением социального строя и утверждением всепроникающей роли СМИ в обществе, произошло возрождение таких понятий и явлений как «светский лев», равно как и «светская львица». Известным светским львом Москвы является писатель Сергей Минаев.